# اچ‌ام‌اس داینتی (اچ۵۳)
اچ‌ام‌اس داینتی (اچ۵۳) (به انگلیسی: HMS Dainty (H53)) یک کشتی بود که طول آن ۳۲۹ فوت (۱۰۰٫۳ متر) بود. این کشتی در سال ۱۹۳۲ ساخته شد.